# 구사바 료하치
구사바 료하치(일본어: 草場 良八, 1925년 11월 16일~2020년 3월 13일)는 일본의 재판관이다.

## 생애
1925년 후쿠오카현에서 태어났다. 후쿠오카현립 후쿠오카 중학교를 나온 뒤 도쿄 대학 법학부를 졸업하고 1951년에 판사보로 임관했다. 이후 요코하마지방재판소를 거쳐 도쿄지방재판소에서 근무할 때 학생 사건을 다루며 형사재판을 주로 담당했다. 1963년에 최고재판소 인사국 임용과장을 역임하고 비서과장이 돼서 신문기자를 통한 홍보 활동에 주력했다.
그후에는 최고재판소 경리국장, 고후지방재판소장, 도쿄고등재판소 판사를 역임했다. 야구치 고이치가 최고재판소 장관일 때 구사바는 최고재판소 사무총장이 되어 야구치를 보좌했다. 이때 간이재판소 통폐합을 추진하고 오랜 현안이던 법정내 촬영의 부분 완화 조치를 이끌어냈다. 이후 도쿄고등재판소 장관으로 영전했다.
1989년 11월 최고재판소 재판관이 되었고 불과 3개월 뒤에 야구치의 지명을 받고 1990년 2월 최고재판소 장관에 취임했다. 취임식 때 "오랜 기간에 걸쳐 쌓아온 사법의 좋은 전통을 이어받아 국민으로부터 한 층 더 신뢰받는 사법의 확립을 위해 전력을 다하겠다"라고 밝혔다. 야구치가 시작한 사법제도의 재검토를 답습했고 핫토리 다카아키 때 시작한 재판관의 민간·성청 파견 연수의 규모를 늘렸다. 1992년 3월 구치되어 있는 용의자들에게 변호사회가 실시하고 있는 당번 변호사 제도를 이용할 수 있다는 점을 고지하도록 전국의 재판소에 지시했다.
1995년 록히드 사건의 최고재판소 대법정 판결에서 19년 전 후지바야시 에키조가 미국측 증인의 형사 면책을 보장했던 촉탁심문조서의 증거 능력을 부정했다.
정년 퇴직을 8일 앞둔 1995년 11월 7일 의원 퇴직했는데 최고재판소 장관의 의원 퇴직은 「일본국 헌법」하에선 처음 있는 일이었다. 이는 11월 하순에 고등재판소 장관 회합과 재판소 인사 등이 예정되어 있어 현안 파악을 조금이라도 더 일찍 할 수 있도록 배려한 것이었다.
퇴직에 앞서 내각총리대신 무라야마 도미이치를 예방했는데 후임 장관으로 미요시 도루를 추천했다. 무라야마는 관행에 따라 이를 받아들였는데 인사 과정에서 구사바와 야구치 사이에서 갈등이 있었다고 전해진다. 한편 야구치는 일본사회당 출신인 무라야마가 보다 리버럴한 인사를 최고재판소 장관으로 기용하지 않을까 우려했다고 한다. 요시다 시게루가 다나카 고타로를 장관에 앉혔고 사토 에이사쿠가 자유주의적인 다나카 지로를 배제하고 보수주의적인 이시다 가즈토를 등용한 적이 있었기 때문이었다. 하지만 무라야마는 권력 분립을 존중하여 최고재판소의 후임 장관 인사권을 그대로 받아들였다.
퇴임식 때 "재판소에 필요한 것은 안목이다. 조직이 살아가기 위해서는 새로운 피를 받아들일 필요가 있지만 자격이 요구되는 재판소에선 간단하지 않다. 재판관이 바깥 세계에서 새로운 것을 흡수하고 돌아오는 것으로 재판관에 필요한 안목을 기를 수 있다고 생각한다"라며 재판소의 활성화를 위해 사람과의 교류가 필요하다고 말했다.
1998년 4월 훈1등 욱일동화대수장을 수훈했으며 2020년 3월 향년 94세로 사망했다. 사후에 종2위에 추서됐다.

## 참고 문헌
- 野村二郎 (2004). 《日本の裁判史を読む事典》 (일본어). 自由国民社. ISBN 9784426221126.
- 朝日新聞「孤高の王国」取材班 (1994). 《孤高の王国裁判所》 (일본어). 朝日文庫. ISBN 9784022610584.
- 山本祐司 (1997). 《最高裁物語（下）》 (일본어). 講談社+α文庫. ISBN 9784062561938.

| 전임 야구치 고이치 | 제12대 최고재판소 장관 1990년 2월 20일~1995년 11월 7일 | 후임 미요시 도루 |